# 昂泰里约
昂泰里约（法語：Anterrieux，法語發音：[ɑ̃tɛʁjø]）是法国康塔尔省的一个市镇，位于该省东南部，属于圣弗卢尔区。

## 地理
昂泰里约（44°50'8"N, 3°2'38"E）面积16.16 平方千米，位于法国奥弗涅-罗讷-阿尔卑斯大区康塔爾省，该省份为法国中南部省份，位于法國中央高原中心，北起科雷兹省、上盧瓦爾省和多姆山省，西接洛特省和科雷兹省，南至阿韦龙省和洛特省，东临上盧瓦爾省和洛泽尔省。
与昂泰里约接壤的市镇（或旧市镇、城区）包括：绍德赛格、德韦尔日、莫里讷、圣雷米德绍德赛格、阿尔藏克达普谢、绍沙耶、富尔内勒、圣瑞埃里。

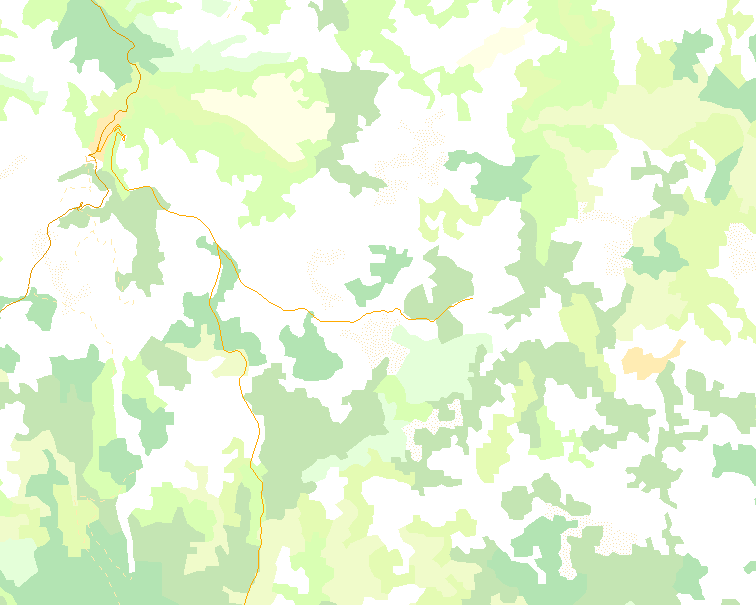
昂泰里约的OSM定位图

昂泰里约的时区为UTC+01:00、UTC+02:00（夏令时）。

## 行政
昂泰里约的邮政编码为15110，INSEE市镇编码为15007。

## 政治
昂泰里约所属的省级选区为特吕耶尔河畔讷韦格利斯县。

## 人口

1962-2008年间昂泰里约人口变化图示

昂泰里约于2022年1月1日时的人口数量为122人。